# Optika
Optika (prema grč. ὀπτιϰὴ [τέχνη]: [znanost] o vidu) je grana fizike koja se bavi svojstvima i širenjem svjetlosti, te međudjelovanjem svjetlosti i tvari. Svjetlošću se naziva elektromagnetsko zračenje koje se sastoji od vidljivoga dijela spektra elektromagnetskih valova s rasponom valnih duljina od 380 do 780 nm, koje ljudsko oko razlikuje kao boje, od ljubičaste s najmanjom do crvene s najvećom valnom duljinom. U širem smislu, optika se bavi i infracrvenim, ultraljubičastim, a djelomice i rendgenskim zračenjem. Klasična se optika dijeli na geometrijsku i valnu (fizikalnu) optiku, dok su novije grane nelinearna, neslikovna i kvantna optika. Neke pojave u optici ovise o kvantnoj prirodi svjetlosti što optiki povezuje i s kvantnom mehanikom. U praksi se ipak većina pojava može objasniti elektromagnetskom prirodom svjetlosti koja je opisana Maxwellovim jednadžbama. Primijenjena optika se bavi konstrukcijom i optimizacijom optičkih elemenata, sustava i naprava kao što su leće, zrcala, prizme, objektivi, okulari, mikroskopi, teleskopi.

## Povijest
Optika se proučavala već u starom vijeku. O njoj je pisao Euklid, a značajno djelo objavio je Ptolemej u 2. stoljeću. Nakon 1500. godine njome su se bavili G. Galilei, J. Kepler, C. Huygens, R. Hooke, I. Newton i drugi. Newton je eksperimentirao s rastavljanjem svjetlosti na boje, te izložio teoriju po kojoj je svjetlost sastavljena od čestica (korpuskularna teorija). Djelomičan razlog za sporo prihvaćanje valne teorije svjetlosti, koju su zastupali Huygens i Hooke, bio je i Newtonov autoritet. Hrvatski fizičari M. de Dominis, M. Getaldić i R. Bošković dali su mnoštvo izvornih doprinosa optici svojega doba. U 19. stoljeću valna je teorija potpuno prevladala, okrunjena egzaktnom teorijom elektromagnetizma J. C. Maxwella 1864. A. Einstein je 1905. postavio hipotezu o dvojnoj prirodi svjetlosti. Ta dva suprotstavljena gledišta, valni i čestični, usklađena u jedinstvenu sliku, dovela su do razvoja kvantne fizike. Godine 1917. Einstein je protumačio stimuliranu emisiju svjetlosti i otvorio put razvoju lasera i nelinearne optike.

## Podjela optike

### Geometrijska optika
U geometrijskoj optici zanemaruje se valna priroda svjetlosti, a temeljni je pojam svjetlosna zraka. U nekom sredstvu svjetlost može biti djelomično ili potpuno apsorbirana (upijena) ili transmitirana (propuštena), a na granici sredstava reflektirana (odbijena) ili pak podliježe refrakciji (lomu). Osnovni su zakoni geometrijske optike zakon pravocrtnoga širenja svjetlosti, zakon neovisnosti svjetlosnih zraka, zakon refleksije i zakon loma (Snelliusov zakon). Osvijetljenost plohe povećava se ako na nju pada svjetlost iz dvaju ili više izvora. Pri refleksiji (odbijanju) svjetlosti upadni je kut jednak kutu refleksije, a upadna i reflektirana zraka leže u istoj ravnini, okomitoj na plohu refleksije. Lom (refrakcija) svjetlosti zbiva se pri prijelazu iz jednog optičkoga sredstva u drugo, a upadni kut α1 i kut loma α2 povezani su Snellovim zakonom loma: 
{\displaystyle n_{1}\cdot \sin \theta _{1}=n_{2}\cdot \sin \theta _{2}\ }
gdje je: n - indeks loma (refrakcija). Pri prijelazu iz optički rjeđeg u optički gušće sredstvo zraka se istodobno i lomi i reflektira. Zakon loma očituje se kod planparalelne ploče (pomaknuta slika), optičke prizme (na primjer otklon upadne zrake) i leće (na primjer kod mikroskopa i dalekozora). Svojstva leće iskazuje jednadžba:
{\displaystyle {\frac {1}{S_{1}}}+{\frac {1}{S_{2}}}={\frac {1}{f}}}
gdje je: S1 - udaljenost predmeta od leće, S2 - udaljenost slike od leće, a f - žarišna duljina, pozitivna za sabirne, a negativna za rastresne leće. Slika predmeta koju stvara leća može biti uvećana ili umanjena, realna ili virtualna, te uspravna ili obrnuta. Zraka koja iz optički gušćega sredstva indeksa loma n2 pada na granicu s optički rjeđim sredstvom indeksa loma n1, pod kutom većim od graničnoga: 
{\displaystyle \sin \theta _{g}={\frac {n_{2}}{n_{1}}}}
u potpunosti se reflektira. To je totalna refleksija. Ona omogućuje obrtanje slike u različitim optičkim sustavima, a čini i osnovni mehanizam širenja svjetlosti kroz optička vlakna (svjetlovode).

### Valna optika ili fizikalna optika
Valna optika ili fizikalna optika tretira svjetlost kao elektromagnetski val, koji se u vakuumu širi brzinom svjetlosti (c = 3 · 108 m/s), a u optičkom sredstvu indeksa loma n brzinom v: 
{\displaystyle v={\frac {c}{n}}}
U vakuumu, za valnu duljinu λ i frekvenciju vala f vrijedi: 
{\displaystyle c=\lambda \cdot f}
Valna duljina u nekom sredstvu je: 
{\displaystyle \lambda _{1}={\frac {\lambda }{n}}}
Širenje svjetlosti prikazuje se s pomoću valne fronte. Prema Huygensovu načelu, svaka točka na valnoj fronti izvor je novoga vala. U području vrlo malih valnih duljina valna se optika svodi na geometrijsku, a zrake svjetlosti okomite su na valnu frontu. 
Svjetlost je monokromatska ako je zastupljena samo jedna valna duljina, a polikromatska ako sadrži diskretni niz valnih duljina (na primjer svjetiljke s razrijeđenim plinom) ili kontinuirani spektar (Sunčeva svjetlost ili žarulja s užarenom niti). 
Valna priroda svjetlosti dokazuje se pokusima s interferencijom i ogibom (difrakcija). Interferencija nastaje kada u istu točku pada svjetlost iz dvaju izvora. Ako se postigne stojni val (samo s pomoću koherentnih izvora svjetlosti), dva snopa svjetlosti mogu se poništiti ili pojačati, što se na zaslonu vidi kao svijetla ili tamna pruga. Ogib ili difrakcija pojava je skretanja svjetlosti iza zapreke, tako da predmeti obasjani svjetlošću ne bacaju oštru sjenu. Niz bliskih uskih pukotina tvori optičku rešetku. Optička disperzija razlaganje je svjetlosti na boje. Bijela se svjetlost može rastaviti lomom na optičkoj prizmi. Za manje valne duljine indeks loma je veći, pa se ljubičasta svjetlost otklanja najjače, a crvena najmanje. Pojava dúge primjer je disperzije svjetlosti prouzročene lomom i totalnom refleksijom na kapljicama vode u zraku. Preciznije razdvajanje različitih valnih duljina omogućuje optička rešetka.

### Nelinearna optika
Nelinearna optika bavi se izvorima visoko koherentne laserske svjetlosti koji proizvode usmjerene svjetlosne snopove velike snage, što uzrokuje nelinearne učinke. Obična svjetlost na putu kroz optičko sredstvo mijenja stazu, ali ne i frekvenciju, dok nelinearnost pri međudjelovanju svjetlosti s tvari može prouzročiti i promjenu frekvencije.

### Neslikovna optika
Neslikovna optika proučava svjetlost u prijenosu. Ona se ne bavi složenim pojavama nastanka svjetlosti i međudjelovanja s tvari, već se usredotočuje na sprječavanje rasapa snopa te gubitaka energije tijekom prijenosa pa, primjerice, istražuje kakvi oblici svjetlovoda dovode do kaotičnih refleksija i gubitaka snage u prijenosu.

### Elektronska optika
Elektronska optika je grana fizike koja se bavi upravljanjem snopom elektrona s pomoću električnoga i magnetskoga polja te konstrukcijom elektroničkih uređaja poput optičkih. Djelovanje tih polja na elektronski snop na maloj udaljenosti od njihovih osi slično je djelovanju optičkih leća, zrcala i prizmi na snop svjetlosti.

### Optika atmosfere
Optika atmosfere jest grana meteorologije koja proučava pojave nastale lomom svjetlosti, odbijanjem (refleksijom), raspršivanjem i ogibom (difrakcija) svjetlosti u Zemljinoj atmosferi (boja neba, duga, vijenac ili korona oko Sunca i Mjeseca, halo, pasunce ili lažno Sunce, Sunčev stup, irizacija oblaka, glorija, zračno zrcaljenje, fatamorgana, miraž, pojava sumraka, alpskog žara, treperenja zvijezda, zelenog bljeska, astronomska i terestrička refrakcija, depresija obzora i dr.). Optika atmosfere proučava i pojave koje su posljedica perspektive: prividni oblik nebeskog svoda, površine diska Sunca i Mjeseca pri njihovu izlaženju i zalaženju i dr.

### Kvantna optika
Kvantna optika istražuje kvantne i relativističke pojave povezane sa svjetlošću, posebno dvojnu (valnu i čestičnu) prirodu svjetlosti. Osim kao val, svjetlost se može predočiti i kao snop čestica. To su kvanti svjetlosti ili fotoni, a svaki ima energiju E:
{\displaystyle E=h\cdot \nu \,}
i količinu gibanja p:
{\displaystyle p={\frac {E}{c}}}
gdje je: h - Planckova konstanta. Posljedica je čestične prirode svjetlosti radijacijski tlak (tlak elektromagnetskog zračenja), koji u slučaju pulsnih laserskih snopova visoka intenziteta poprima znatne vrijednosti, pa se primjenjuje za promjene strukture tvari na atomskoj razini (na primjer hlađenje atoma).

## Vanjske poveznice
- Web courseware Povijest fizike  Arhivirana inačica izvorne stranice od 2. kolovoza 2012. (Wayback Machine)